# Ejército del Cáucaso de la Bandera Roja
El Ejército del Cáucaso de la Bandera Roja (en ruso: Краснознамённая Кавказская армия) fue un ejército soviético existente desde 1921 hasta 1935. El ejército fue nombrado Ejército Independiente del Cáucaso en su creación, y llevó este nombre hasta agosto de 1923, cuando pasó a llamarse Ejército del Cáucaso de Bandera Roja. Dejó de existir el 17 de mayo de 1935 cuando fue redesignado como el Distrito Militar de Transcaucasia en relación con la reorganización general del Ejército Rojo.
El ejército estaba formado por 6 divisiones territoriales, una fuerza aérea y algunas tropas de reserva.

## Historia
El ejército se estableció a finales de mayo de 1921 a partir del XI Ejército, una unidad del Frente del Cáucaso, que se disolvió el 29 de mayo de 1921. El ejército unificó las fuerzas territoriales de la República Socialista Federada Soviética de Transcaucasia (pero en realidad estaba bajo el control de la República Socialista Federada Soviética de Rusia y más tarde de la Unión Soviética).

Por orden del Comité Ejecutivo Central del Soviet de obreros, campesinos, cosacos y diputados del Ejército Rojo, el 22 de septiembre de 1921 el Ejército Independiente del Cáucaso (antes 11 ° Ejército) recibe una bandera roja revolucionaria por las siguientes distinciones: 11 ° Ejército, formado ahora en el Ejército Independiente del Cáucaso, en 1919, en el frente del Cáucaso contra Denikin, mediante la consecución de gloriosas victorias y grandes éxitos, ha contribuido a la eliminación total de las fuerzas contrarrevolucionarias del sur. En operaciones posteriores a lo largo de la costa del Caspio, las tropas del 11º Ejército, superando una fuerte resistencia, a principios de 1920 liberaron las ciudades de Petrovsk, Derbent, y finalmente la región petrolera de Bakú, facilitando el traslado de los más ricos en manos de los trabajadores. Los combates posteriores del 11º Ejército llevaron a la caída del gobierno musulmán de Azerbaiyán y al establecimiento allí de la República Soviética. En sus continuos combates, el 11º Ejército, ahora Ejército del Cáucaso, se enfrentó a condiciones extremadamente duras, incluso en una zona montañosa escasamente poblada. Sin embargo, este valiente ejército trajo una victoria decisiva y un final exitoso a la campaña en la época de la cosecha.
Orden del Consejo Militar Revolucionario (RVSR), Número 285, 12 de octubre de 1921

En una reunión del Presidium del Comité Ejecutivo Central de la URSS el 17 de agosto de 1923, se trasladó y aprobó para otorgar al Ejército Independiente del Cáucaso la Orden de la Bandera Roja y renombrarlo como Ejército del Cáucaso Bandera Roja.
Unidades del Ejército del Cáucaso de la Bandera Roja, junto con unidades de la OGPU, participaron en la lucha contra partisanos, principalmente en Chechenia y Daguestán, en los años 1921-1933.

## Razón de la disolución
En medio de una creciente amenaza percibida de agresión armada contra la URSS, la antigua doctrina de movilización y la estructura del Ejército Rojo no resultaron óptimas para hacer frente a estas amenazas.
El 17 de mayo de 1935, el sistema militar y administrativo del Ejército Rojo cambió radicalmente. En lugar de 8 distritos militares y 2 ejércitos separados, se crearon 13 distritos militares: Moscú, Leningrado, Bielorrusia, Kiev, Járkov, Cáucaso del Norte, Transcaucasia, Asia Central, Volga, Urales, Siberia, Transbaikalia y Lejano Oriente.
En casi todos estos nuevos distritos también se modificó la composición de los ejércitos territoriales. Reemplazando la distinción anterior entre distritos "fronterizos" e "interiores", se hizo una nueva designación de distritos como "delanteros" (combate) o "retaguardia" (administrativos). Se suponía que los distritos del "frente" soportarían la peor parte de los enfrentamientos y que los distritos de la "retaguardia" proporcionarían refuerzos y apoyo logístico. Por cada distrito delantero habría dos distritos traseros.

## Composición
Seis divisiones territoriales de infantería:
- 1.a División de Georgia
- 2.a División de Georgia
- 1.ª División de Infantería del Cáucaso (formada el 8 de junio de 1922, mediante la combinación de la 1a y 2a Brigada del Cáucaso)
- 3.a División de Infantería del Cáucaso
- División de Infantería de Azerbaiyán
- División de Infantería de Armenia

Unidades auxiliares:
- Fuerza Aérea del Ejército del Cáucaso Bandera Roja
- Unidades mecanizadas y blindadas del Ejército del Cáucaso de Bandera Roja

## Comandantes
- Mayo de 1921 - enero de 1922 - Anatoli Ilich Gekker
- Enero - febrero de 1922 - Semión Andréyevich Pugachov
- Febrero de 1922 - mayo de 1924 - Aleksandr Ilich Yegórov
- Mayo de 1924 - febrero de 1925 - Semión Andréyevich Pugachov
- Febrero de 1925 - enero de 1926 - Ávgust Ivánovich Kork
- Enero de 1926 - octubre de 1928 - Mijaíl Kárlovich Levandovski
- Octubre de 1928 - enero de 1929 - Iván Ivánovich Smolin
- Enero de 1929 - diciembre de 1930 - Konstantín Alekséyevich Avksentievski
- Diciembre de 1930 - marzo de 1931 - Iván Ivánovich Smolin
- Marzo de 1931 - marzo de 1932 - Iván Fiódorovich Fedkó,
- Marzo - diciembre de 1932 - Iván Ivánovich Smolin
- Enero de 1933 - mayo de 1935 - Mijaíl Kárlovich Levandovski. Se convirtió en el primer comandante de la organización sucesora, el Distrito Militar de Transcaucasia.[2]